# 陳樂榣
陳樂榣（英語：Alley Chan Lok Yiu，1983年10月5日—）別稱為762，前英文名為Angel，香港人。陳樂榣於2007年與甄穎珊和石詠莉組成香港女子演唱團體Freeze，惟於2010年解散。她是香港娛樂圈少有公開承認整容的女藝人。她於上環管有一所畫室，開班授徒，現時有200名學生。
陳樂榣曾經與Freeze成員於網上電台MyRadio主持《FREEZE新地帶》節目，並以個人身分主持《Lady First》，亦曾則於香港人網主持《五個一夜情》節目。

## 個人生活
陳樂榣畢業於加拿大中學Granville College美術系，由於其祖父為畫家，所以受到薰陶，於6歲開始繪畫。
陳樂榣曾經坦言，加入娛樂圈是為賺錢為其父親還債（已經還清），並且供養其胞弟於台灣升學（已經畢業）。

## 外部連結
- 陳樂榣的新浪微博
- 陳樂榣網誌 （页面存档备份，存于）
- 陳樂榣 討論區